# 4-叔丁基苯甲酸
4-叔丁基苯甲酸是一种有机化合物，化学式为C11H14O2。它可由4-叔丁基苯甲醇被溴酸钠-硫酸氢钠氧化制得。它和甲醇在硫酸催化下回流反应，可以得到4-叔丁基苯甲酸甲酯。